# Гилкрист, Конни (актриса)
Конни Гилкрист (англ. Connie Gilchrist), имя при рождении Гертруда Роуз Волмер (англ. Gertrude Rose Volmer) или Роуз Констанс Гилкрист (англ. Rose Constance Gilchrist; 17 июля 1895, Бруклин, Нью-Йорк — 3 марта 1985, Санта-Фе) — американская актриса театра, кино и телевидения 1930—1960-х годов.
За свою кинокарьеру, охватившую период с 1940 по 1969 год, Гилкрист сыграла роли второго плана в 82 фильмах, среди которых «Лицо женщины» (1941), «Всем смерть!»(1943), «Акт насилия» (1948), «Письмо трём жёнам» (1949), «Маленькие женщины» (1949), «Звезды в моей короне» (1950), «Триполи» (1950), «Гудини» (1953), «Это должно случиться с вами» (1954), «И подбежали они» (1958) и «Тётушка Мэйм» (1958).
В 1956—1957 годах Гилкрист играла одну из главных ролей в семейном приключенческом телесериале «Длинный Джон Сильвер» (1956—1957),

## Ранние годы и начало карьеры
Конни Гилкрист родилась 17 июля 1895 года в Бруклине, Нью-Йорк, США. Как пишет историк кино Аксель Ниссен, «тайны окружают дату её рождения, настоящее имя, прошлое её матери и начало карьеры в шоу-бизнесе». Во многом это связано с тем, что в разных документах на протяжении своей жизни Гилкрист указывала разные данные о себе. По некоторым сведениям, она родилась 2 февраля 1901 года. Существуют также источники, утверждающие, что она родилась в 1900, 1902 и 1906 году. Однако, согласно официальным данным (база данных свидетельств о смерти и данные переписи населения 1900 года) она родилась 17 июля 1895 года.
Некоторые источники также утверждают, что её имя при рождении было Роуз Констанс Гилкрист (англ. Rose Constance Gilchrist) и что её матерью была театральная актриса Марта Дэниелс (англ. Martha Daniels), однако, по словам Ниссена, «это не находит документального подтверждения». Согласно исследованиям, проведённым Ниссеном, её имя при рождении было Гертруда Роуз Волмер (англ. Gertrude Rose Volmer).. Её мать, согласно переписи населения 1900 года, была вдовой с 2 малолетними дочерями и «держала ресторан». У Гертурды была младшая сестра Энн 1897 года рождения. Отец умер ещё до рождения младшей сестры, а в 1900 году мать будущей актрисы вышла замуж за владельца бара Джона Гилкриста. Взяв фамилию отчима, в 1910 году будущая актриса была известна как Гертруда Гилкрист. К 1920 году мать овдовела, и обе дочери жили с ней, работая операторами на телеграфной станции.
В 1922 году будущая актриса вышла замуж за Эдвина О’Хэнлона (англ. Edwin O’Hanlon), и сменила имя на Гертруда О’Хэнлон (англ. Gertrude O’Hanlon). О’Хэнлон работал администратором в театре, считая себя драматургом, и пару сблизил общий интерес и любовь к театру. У них даже был маленький семейный театр. В 1924 году у пары родилась дочь Дороти. В конце 1920-х годов они поехали в Европу набираться театрального опыта. По возвращении в США О’Хэнлон возглавил театр в Вудстоке. Хотя, по некоторым данным, Конни стала выступать на сцене с 16 лет,по другим источникам, она начала самостоятельную театральную карьеру, только когда её дочь повзрослела. В 1935 году она впервые появилась в бродвейском театре, взяв имя Конни Гилкрист.

## Бродвейская карьера
В период с 1935 по 1945 год Гилкрист сыграла на Бродвее в пяти спектаклях, среди которых хитовые постановки «Мулатка» (1935—1936, небольшая роль), «Экскурсия» (1937, роль побольше), а также менее удачные постановки «Работа для лошадей» (1937) и «Как стать с этим жёстким» (1938). После успешного спектакля «Леди и джентльмены» (1939—1940) Гилкрист отправилась в Голливуд.

## Голливудская карьера
В 1939 году Гилкрист подписала десятилетний контракт со студией Metro-Goldwyn-Mayer. В период с 1940 по 1969 год она постоянно играла в различных фильмах, и всегда это были характерные роли. Гилкрист дебютировала в кино в музыкальной комедии "«Шумиха» (1940).. Год спустя она сыграла роли второго плана в девяти фильмах (в пяти из них — без упоминания в титрах), среди которых фильм нуар с Робертом Тейлором и Ланой Тёрнер «Джонни Игер» (1941), фильм нуар с Джоан Кроуфорд «Лицо женщины» (1941), романтическая мелодрама с Хэди Ламарр «Г. М. Пульхэм Эсквайр» (1941), комедия с Уоллесом Бири «Надоедливый Билл» (1941) и романтическая комедия с Фрэнком Морганом «Дикарь с Борнео» (1941).
В 1942 году у Гилкрист было восемь фильмов. Она сыграла заметную роль миссис Торелли, вдовствующей соседки молодого героя в мелодраме с элементами комедии по роману Джона Стейнбека «Квартал Тортилья-флэт» (1942), главные роли в которой исполнили Спенсер Трейси, Хэди Ламарр и Джон Гарфилд. Сменив наряд на шикарное чёрное платье с блёстками, Гилкрист сыграла радушную гостеприимную жену курящего сигару и пьющего пиво миллионера в предпоследнем фильме Нормы Ширер, музыкальной комедии «Мы танцевали» (1942). Другими заметными фильмами Гилкрист стали детектив с элементами комедии с участием Вана Хефлина и Сэма Левина «Убийство на Центральном вокзале» (1942), драма с Эдвардом Арнольдом «Война против миссис Хэдли» (1942), а также музыкальные комедии «Рождённая петь» (1942) и «Воскресный удар» (1942) с Уильямом Ландигэном и Джин Роджерс. Рэгс Рэггланд, её партнёр по трём фильмам 1942 года, говорил: «Я хочу одну из этих ролей Конни Гилкрист, когда все работают до изнеможения целую неделю, а затем в субботу приходит она на одну сцену и становится звездой фильма» .
Наиболее заметным среди трёх её фильмов 1943 года стала музыкальная комедия с Джуди Гарленд «Представляя Лили Марс» (1943), в которой Гилкрист сыграла театральную уборщицу, которая поёт главной героине трогательную песню, убеждая её следовать своей мечте. В том же году она сыграла в комедии с Энн Сотерн «Вечерняя смена Мэйзи» (1943) и в военной драме с Сотерн и Маргарет Саллаван «Всем смерть!» (1943).
В 1944 году у Гилкрист было семь фильмов, среди которых детективная комедия с Уильмом Пауэллом и Мирной Лой «Тонкий человек едет домой» (1944), военная драма со Спенсером Трейси «Седьмой крест» (1944), комедия с Лорелом и Харди «Ничего, кроме проблемы» (1944), романтическая комедия с Пауэллом и Ламарр «Божественное тело» (1944) и музыкальная драма военного времени «Музыка для миллионов» (1944). Двумя картинами Гилкрист в 1945 году стали мелодрама с Грир Гарсон и Грегори Пеком «Долина решимости» (1945), а также комедия с Пегги Энн Гарнер «Маленькая мисс» (1945). Гилкрист сыграла в четырёх фильмах в 1946 году, среди них мелодрама военного времени с Джейн Расселл «Молодая вдова» (1946), вестерн с Уоллесом Бири «Негодяй Бэскомб» (1946), романтическая комедия с Донной Рид «Верная своему стилю» (1946) и комедия с Сотерн «Мэйзи идёт вверх» (1946). Езё год спустя у Гилкрист также было четыре фильма — «Песня тонкого человека» (1947) с Пауэллом и Лой, музыкальная комедия с Джун Эллисон «Хорошие новости» (1947), комедийная мелодрама с Кларком Гейблом «Рекламисты» (1947) и музыкальная комедия с Сид Чарисс «Незаконченный танец» (1947).
Среди пяти фильмов Гилкрист 1948 года наиболее значимым был послевоенный фильм нуар «Акт насилия» (1948) с участием Вэна Хефлина и Роберта Райана, где она сыграла подругу главной героини (её роль исполнила Джанет Ли). Гилкрист также сыграла в музыкальной комедии с Джейн Пауэлл «Роскошный лайнер» (1948) и музыкальной мелодраме «Большой город» (1948) и мелодраме «Ангел с Десятой авеню» (1948), в двух последних фильмах главную роль сыграла 11-летняя Маргарет О’Брайен. Маргарет О’Брайен, Элизабет Тейлор и Джун Эллисон сыграли главные роли в семейной мелодраме «Маленькие женщины» (1949), который стал последним фильмом Гилкрист по контракту со студией Metro-Goldwyn Meyer. Всего за почти 10 лет работы на студии Гилкрист снялась в 46 фильмах.
В течение последующих 20 лет Гилкрист работала фрилансером, и в этот период фильмов у неё стало меньше. При этом в некоторых фильмах она играла даже более значимые роли, чем на MGM. В частности, на студии 20th Century Fox в «оскароносной» мелодраме «Письмо трём жёнам» (1949)  она сыграла мать одной из главных героинь (Линда Дарнелл). Когда её дочь выходит замуж за богатого владельца универмага (Пол Дуглас), малообеспеченная героиня Гилкрист «мгновенно взлетает вверх по общественной лестнице, и начинает увлекаться косметикой и ставками на скачках». В фильме нуар «История Молли Х» (1949) на студии Universal Pictures Гилкрист сыграла одну из заключённых, которая удерживает заглавную героиню (Джун Хэвок) от того, чтобы ударить сотрудницу тюрьмы, и тем самым спасает её от сурового наказания.
В 1950 году Гилкрист сыграла в вестерне с Джоэлом Маккри «Звёзды в моей короне» (1950), фильмах нуар «Убийца, запугавший Нью-Йорк» (1950) с Эвелин Кейс и «Девушка под прикрытием» (1950) с Алексис Смит, приключенческих фильмах «Триполи» (1950) с Джоном Пейном и «Дочь пирата» (1950) с Ивонн Де Карло, а также в комедиях «Билет в Томагавк» (1950) с Энн Бакстер, «Луиза» (1950) с Рональдом Рейганом и Рут Хасси, а также «Пегги» (1950) с Дианой Линн. Год спустя у Гилкрист было три фильма. В криминальной мелодраме «Гром на холме» (1951) она сыграла монахиню и повара, которая помогает настоятельнице монастыря (Клодетт Кольбер) спасти несчастную девушку (Энн Блит) от несправедливого смертного приговора. Другой её заметной картиной года стала музыкальная комедия с Бингом Кросби «Жених возвращается» (1951). В 1952 году у Гилкрист были роли в спортивной мелодраме с Тони Кёртисом «Плоть и ярость» (1952), вестерне с Робертом Янгом «Полукровка» (1952) и комедии с Эвелин Кейс и Деннисом О’Кифом «Один большой обман» (1952).
После своей единственной картины 1953 года, биографической драмы «Гудини» (1953) с Тони Кёртисом в заглавной роли знаменитого фокусника Гилкрист сыграла в четырёх фильмах 1954 года — вестерне «Далёкий край» (1954) с Джеймсом Стюартом, романтической мелодраме с Джуди Холлидэй и Джеком Леммоном «Это должно случиться с вами» (1954), в приключенческом экшне «Долговязый Джон Сильвер» (1954) с Робертом Ньютоном с заглавной роли, где у Гилкрист была главная женская роль хозяйки паба и подруги заглавного героя, а также криминальная комедия с Редом Скелтоном «Великая кража брилилантов» (1954). Следующий раз Гилкрист сыграла в кино в 1956 году в единственной картине, послевоенной мелодраме «Человек в сером фланелевом костюме» (1956) с Грегори Пеком в главной роли.
После ещё одного года пропуска Гилкрист появилась в 1958 году в трёх фильмах, наиболее значимым среди которых была номинированная на пять «Оскаров» комедия «Тётушка Мэйм» (1958) с Розалинд Расселл в главной роли одинокой светской дамы свободных нравов. В этой картине Гилкрист сыграла преданную ирландскую служанку консервативных взглядов, которая приводит осиротевшего племянника в богатую квартиру героини, а затем остаётся работать у неё. Другим заметным фильмом года с участием Гилкрист стала драма послевоенного времени «И подбежали они» (1958) с Фрэнком Синатрой в главной роли, а также биографическая криминальная драма «Пулемётчик Келли» (1958) с Чарльзом Бронсоном в заглавной роли знаменитого гангстера.
В 1960-е годы Гилкрист сыграла в десяти фильмах, среди которых медицинская драма с Клиффом Робертсоном «Интерны» (1962), криминальная драма с Шелли Уинтерс «В доме не значит дома» (1964), семейная комедия «Злоключения Мерлина Джонса» (1964), музыкальная комедия с Элвисом Пресли «Пощекочи меня» (1965), семейная фантастическая комедия «Обезьяний дядюшка» (1965), фильм ужасов «Двое на гильотине» (1966) с участием Сизара Ромеро и мелодрама с Кэррол Бейкер «Сильвия» (1965).. Роль без указания в титрах в комедии с Диком Ван Дайком и Энджи Дикинсон «Чудик какой-то?» (1969) стала для Гилкрист последней работой для большого экрана.

## Карьера на телевидении
Гликрист впервые появилась на телевидении в 1954 году, а в 1960-е годы в основном работала на телевидении. Всего в период с 1954 по 1968 год Гилкрист сыграла в 73 эпизодах 38 различных телесериалов.
В 1954 году Гилкрист дебютировала на телевидении в сериале «Письмо к Лоретте» . Затем последовали роли в таких популярных сериалах, как «Порт» (1955), «Жизнь и житие Уайатта Эрпа» (1957), «Предоставьте это Биверу» (1957), «Приключения Рин Тин Тина» (1957), «Освободите место для папочки» (1957), «Беспокойное оружие» (1957—1958, 2 эпизода), «Караван повозок» (1960), «Семья Маккой» (1961), «Альфред Хичкок представляет» (1962), «Гавайский детектив» (1962), «Час Альфреда Хичкока» (1963), «Сумеречная зона» (1963), «Беглец» (1964), «Перри Мейсон» (1964—1966, 2 эпизода), «Боб Хоуп представляет» (1964—1966, 2 эпизода), «Доктор Килдэр» (1965), «Дэниел Бун» (1965, 2 эпизода) и «ФБР» (1965—1968, 3 эпизода).
Самой крупной работой Гилкрист на телевидении была одна из главных ролей в приключенческом сериале «Длинный Джон Сильвер» (1956—1957, 36 эпизодов), где она сыграла грубоватую хозяйку паба Пьюрити. Эту же роль Гилкрист ранее сыграла и в одноимённом кинофильме 1954 года.

## Актёрское амплуа и оценка творчества
Конни Гилкрист была «луноликой, грузной характерной актрисой», которая начинала карьеру в театре, и лишь в 1940 году в возрасте 45 лет дебютировала в кино. С 1940 по 1949 год она проработала на студии Metro-Goldwyn-Mayer, «привнеся в фирменное сияние и блеск студии дерзость и приземлённость образов», что придавало фильмам с её участием «желанный оттенок городской реалистичности». По словам историка кино Хэла Эриксона, «обычно она исполняла роли ирландских горничных или домохозяек из многоквартирных домов, а иногда познавших цену жизни светских дам».
Как отмечает историк кино Аксель Ниссен, «в американском кино 1940—1950-х годов не было более ирландской характерной актрисы, чем Гилкрист». Как пишет киновед, «главным образом она играла американок ирландского происхождения из рабочей семьи. Это говорит не о её ограниченности, а о том, что она нашла свою нишу в киноиндустрии, и голливудские продюсеры были довольны ей в этом качестве». Лишь изредка, как далее пишет Ниссен, «Гилкрист играла персонажей из верхнего класса общества, и в этих случаях её крупные формы покрывались шелками вечерних платьев».
Хотя на студии MGM у Гилдрист бывали интересные картины, такие как «Лицо женщины» (1941), «Песня тонкого человека» (1947), «Акт насилия» (1948) и «Маленькие женщины» (1949), однако свои лучшие роли она сыграла после того, как в 1949 году стала работать как фрилансер. Как было отмечено в статье об актрисе в газете Galveston Daily News, «сегодня, вероятно, её лучше всего помнят по роли матери главной героини в фильме „Письмо трём жёнам“ (1949) и по роли служанки в фильме „Тётушка Мейм“ (1958)». Другими памятными картинами Гилкрист стали вестерны «Звёзды в моей короне» (1950) и «Далёкий край» (1954), триллер «Гром на холме» (1951), биографическая драма «Гудини» (1953) и мелодрама «И подбежали они» (1958).

## Личная жизнь
В 1922 году Конни Гилкрист вышла замуж за Эдвина О’Хэнлона (англ. Edwin O’Hanlon), с которым прожила до его смерти в 1983 году. В 1924 году у пары родилась дочь Дороти.

## Смерть
Последние годы жизни Конни Гилкрист прожила с мужем в Санта-Фе, Нью-Мексико, где и умерла 3 марта 1985 года в возрасте 89 лет.

## Фильмография
| Год        |   | Русское название                    | Оригинальное название                    | Роль                                              |
| ---------- | - | ----------------------------------- | ---------------------------------------- | ------------------------------------------------- |
| 1940       | ф | Шумиха                              | Hullabaloo                               | Арлин Мерриуэзер                                  |
| 1941       | ф | Надоедливый Билл                    | Barnacle Bill                            | Мэйми                                             |
| 1941       | ф | Джонни Игер                         | Johnny Eager                             | Пег                                               |
| 1941       | ф | Дикарь с Борнео                     | The Wild Man of Borneo                   | миссис Даймонд                                    |
| 1941       | ф | Лицо женщины                        | A Woman's Face                           | Кристина Далвик                                   |
| 1941       | ф | Билли Кид                           | Billy the Kid                            | Милдред, белокурая барменша (в титрах не указана) |
| 1941       | ф | В Сан-Диего                         | Down in San Diego                        | хозяйка (в титрах не указана)                     |
| 1941       | ф | Свадьба доктора Килдара             | Dr. Kildare's Wedding Day                | Дженни, служанка (в титрах не указана)            |
| 1941       | ф | Г. М. Пульхэм Эсквайр               | H.M. Pulham, Esq.                        | Тилли, лифтёрша (в титрах не указана)             |
| 1941       | ф | Женатый холостяк                    | Married Bachelor                         | мама с ребёнком в поезде (в титрах не указана)    |
| 1942       | ф | Рождённая петь                      | Born to Sing                             | социальный работник                               |
| 1942       | ф | Убийство на Центральном вокзале     | Grand Central Murder                     | Пёрл Делрой                                       |
| 1942       | ф | Воскресный удар                     | Sunday Punch                             | Ма Гейлстрам                                      |
| 1942       | ф | В этот раз и навсегда               | This Time for Keeps                      | мисс Николс                                       |
| 1942       | ф | Квартал Тортилья-Флэт               | Tortilla Flat                            | миссис Торрелли                                   |
| 1942       | ф | Война против госпожи Хедли          | The War Against Mrs. Hadley              | повар                                             |
| 1942       | ф | Мы танцевали                        | We Were Dancing                          | Олив Рэнсом                                       |
| 1942       | ф | Путь апачей                         | Apache Trail                             | сеньора Мартинес                                  |
| 1943       | ф | Всем смерть!                        | Cry «Havoc»                              | Сэйди                                             |
| 1943       | ф | Представляя Лили Марс               | Presenting Lily Mars                     | Фрэнки                                            |
| 1943       | ф | Вечерняя смена Мэйзи                | Swing Shift Maisie                       | Моу Ластфогель                                    |
| 1944       | ф | Божественное тело                   | The Heavenly Body                        | Бьюла -«Делиа МЕрфи»                              |
| 1944       | ф | Музыка для миллионов                | Music for Millions                       | женщина, помогающая путешественникам              |
| 1944       | ф | Ничего, кроме проблемы              | Nothing But Trouble                      | миссис Фланаган                                   |
| 1944       | ф | Нормирование                        | Rationing                                | миссис Портер                                     |
| 1944       | ф | Энди Харди беспокоится о блондинке  | Andy Hardy's Blonde Trouble              | миссис Гордон (в титрах не указана)               |
| 1944       | ф | Седьмой крест                       | The Seventh Cross                        | фрау Биндер (в титрах не указана)                 |
| 1944       | ф | Важное дело                         | Important Business                       | мисс Ларкин, секретарша (в титрах не указана)     |
| 1945       | ф | Младшая мисс                        | Junior Miss                              | Хильда                                            |
| 1945       | ф | Тонкий человек едет домой           | The Thin Man Goes Home                   | женщина в поезде с ребёнком (в титрах не указана) |
| 1945       | ф | Долина решимости                    | The Valley of Decision                   | кухарка Скотта (в титрах не указана)              |
| 1946       | ф | Негодяй Баскомб                     | Bad Bascomb                              | Энни Фримонт                                      |
| 1946       | ф | Верная в своём стиле                | Faithful in My Fashion                   | миссис Мёрфи                                      |
| 1946       | ф | Молодая вдова                       | Young Widow                              | тётя Кисси                                        |
| 1946       | ф | Мэйзи идёт наверх                   | Up Goes Maisie                           | уборщица (в титрах не указана)                    |
| 1947       | ф | Хорошие новости                     | Good News                                | Кора, повар                                       |
| 1947       | ф | Рекламисты                          | The Hucksters                            | Бетти, телефонистка                               |
| 1947       | ф | Песня тонкого человека              | Song of the Thin Man                     | Берта                                             |
| 1947       | ф | Действительно важная персона        | A Really Important Person                | миссис Рейлли                                     |
| 1947       | ф | Неоконченный танец                  | The Unfinished Dance                     | мать Джози (в титрах не указана)                  |
| 1948       | ф | Большой город                       | Big City                                 | Марта                                             |
| 1948       | ф | Роскошный лайнер                    | Luxury Liner                             | Берта                                             |
| 1948       | ф | Ангел с Десятой авеню               | Tenth Avenue Angel                       | миссис Мёрфи                                      |
| 1948       | ф | Акт насилия                         | Act of Violence                          | Марта                                             |
| 1948       | ф | Невеста выходит из себя             | The Bride Goes Wild                      | медсестра Тукер (в титрах не указана)             |
| 1949       | ф | Цыплёнок каждое воскресенье         | Chicken Every Sunday                     | Милли Мун                                         |
| 1949       | ф | Письмо трем женам                   | A Letter to Three Wives                  | Руби Финни                                        |
| 1949       | ф | Маленькие женщины                   | Little Women                             | миссис Кирк                                       |
| 1949       | ф | История Молли Х                     | The Story of Molly X                     | Доун                                              |
| 1950       | ф | Дочь пирата                         | Buccaneer's Girl                         | зеленщица                                         |
| 1950       | ф | Убийца, запугавший Нью-Йорк         | The Killer That Stalked New York         | Белль, домохозяйка                                |
| 1950       | ф | Луиза                               | Louisa                                   | Глэдис                                            |
| 1950       | ф | Пегги                               | Peggy                                    | мисс Зим, медсестра                               |
| 1950       | ф | Звезды в моей короне                | Stars in My Crown                        | Сара Исбелл                                       |
| 1950       | ф | Билет в Томагавк                    | A Ticket to Tomahawk                     | мадам Аделаида                                    |
| 1950       | ф | Триполи                             | Tripoli                                  | Генриетта                                         |
| 1950       | ф | Девушка под прикрытием              | Undercover Girl                          | капитан Сэйди Паркер                              |
| 1951       | ф | Цепь обстоятельств                  | Chain of Circumstance                    | миссис Маллинс                                    |
| 1951       | ф | Жених возвращается                  | Here Comes the Groom                     | Ма Джонс                                          |
| 1951       | ф | Гром на холме                       | Thunder on the Hill                      | сестра Джозефина                                  |
| 1952       | ф | Плоть и ярость                      | Flesh and Fury                           | миссис Ричардсон                                  |
| 1952       | ф | Полукровка                          | The Half-Breed                           | Ма Хиггинс                                        |
| 1952       | ф | Один большой роман                  | One Big Affair                           | мисс Марпл                                        |
| 1953       | ф | Гудини                              | Houdini                                  | миссис Шульц                                      |
| 1954       | ф | Великая кража бриллиантов           | The Great Diamond Robbery                | Блонди                                            |
| 1954       | ф | Это должно случиться с вами         | It Should Happen to You                  | миссис Райкер                                     |
| 1954       | ф | Долговязый Джон Сильвер             | Long John Silver                         | Пьюрити Пинкер                                    |
| 1954       | ф | Далёкий край                        | The Far Country                          | Гомини                                            |
| 1954       | с | Письмо к Лоретте                    | Letter to Loretta                        | Тутси (1 эпизод)                                  |
| 1955       | с | Порт                                | Waterfront                               | Луиз «Лу» Браун (1 эпизод)                        |
| 1956       | ф | Человек в сером фланелевом костюме  | The Man in the Gray Flannel Suit         | миссис Мэнтер                                     |
| 1956       | с | Телефонное время                    | Telephone Time                           | Анна Графф (1 эпизод)                             |
| 1956       | с | Дальнейшие приключения Спин и Марти | Further Adventures of Spin and Marty     | миссис Маркэм (1 эпизод)                          |
| 1956— 1957 | с | Приключения Длинного Джона Сильвера | The Adventures of Long John Silver       | Пьюрити Никер (26 эпизодов)                       |
| 1956—1958  | с | Театр Джейн Уаймен                  | Jane Wyman Presents The Fireside Theatre | разные роли (2 эпизода)                           |
| 1957       | с | Видеотеатр «Люкс»                   | Lux Video Theatre                        | кузена Филиппа (1 эпизод)                         |
| 1957       | с | Освободите место для папочки        | Make Room for Daddy                      | разгневанная клиентка (1 эпизод)                  |
| 1957       | с | Приключения Рин Тин Тина            | The Adventures of Rin Tin Tin            | мать О’Хара (1 эпизод)                            |
| 1957       | с | Жизнь и житие Уайатта Эрпа          | The Life and Legend of Wyatt Earp        | Пинки Томлинсон (1 эпизод)                        |
| 1957       | с | Приключения Джима Боуи              | The Adventures of Jim Bowie              | Марм Колби (1 эпизод)                             |
| 1957       | с | Предоставьте это Биверу             | Leave It to Beaver                       | МИнерва (1 эпизод)                                |
| 1957—1958  | с | Беспокойное оружие                  | The Restless Gun                         | разные роли (3 эпизода)                           |
| 1958       | ф | Тётушка Мэйм                        | Auntie Mame                              | Нора Малдун                                       |
| 1958       | ф | Пулеметчик Келли                    | Machine-Gun Kelly                        | Ма Беккер                                         |
| 1958       | ф | И подбежали они                     | Some Came Running                        | Джейн Баркли                                      |
| 1959       | ф | Скажи лишь одно для меня            | Say One for Me                           | Мэри                                              |
| 1960       | с | Команда М                           | M Squad                                  | Молли Финчли (1 эпизод)                           |
| 1960       | с | Караван повозок                     | Wagon Train                              | Молли Кэссиди (1 эпизод)                          |
| 1960       | с | Сажать в тюрьму                     | Lock Up                                  | Молли Ниссен (1 эпизод)                           |
| 1960—1961  | с | Театр «Дженерал Электрик»           | General Electric Theater                 | разные роли (2 эпизода)                           |
| 1960—1962  | с | Папа-холостяк                       | Bachelor Father                          | разные роли (2 эпизода)                           |
| 1961       | ф | В ритме свинга                      | Swingin' Along                           | тётя Софи                                         |
| 1961       | с | Высокий человек                     | The Tall Man                             | Большая Мамасита (1 эпизод)                       |
| 1961       | с | Премьера «Алкоа»                    | Alcoa Premiere                           | Эмма (1 эпизод)                                   |
| 1961       | с | Семья Маккой                        | The Real McCoys                          | миссис Дженсен (1 эпизод)                         |
| 1961       | с | Театр «Вестингаус»                  | Westinghouse Playhouse                   | Клара Бассетт (1 эпизод)                          |
| 1962       | ф | Стажеры                             | The Interns                              | медсестра Конни Дин                               |
| 1962       | с | Гавайский детектив                  | Hawaiian Eye                             | Вера (1 эпизод)                                   |
| 1962       | с | Шоу Боба Камминса                   | The Bob Cummings Show                    | тётч Грейс Гогерти (1 эпизод)                     |
| 1962       | с | Сэм Бенедикт                        | Sam Benedict                             | Хэйзел Кролик (1 эпизод)                          |
| 1962       | с | Альфред Хичкок представляет         | Alfred Hitchcock Presents                | Мэгги Вандерман (1 эпизод)                        |
| 1962— 1963 | с | Идти своим путём                    | Going My Way                             | разные роли (2 эпизода)                           |
| 1963       | с | Сумеречная зона                     | The Twilight Zone                        | миссис Фини (1 эпизод)                            |
| 1963       | с | Арест и судебное разбирательство    | Arrest and Trial                         | миссис Маккензи (1 эпизод)                        |
| 1963       | с | Час Альфреда Хичкока                | The Alfred Hitchcock Hour                | разные роли (2 эпизода)                           |
| 1963       | с | Мистер Новак                        | Mr. Novak                                | миссис Дженсен (1 эпизод)                         |
| 1963       | с | Наш человек Хиггинс                 | Our Man Higgins                          | Сэйди (1 эпизод)                                  |
| 1964       | ф | В доме не значит дома               | A House Is Not a Home                    | Хэтти Миллер                                      |
| 1964       | ф | Злоключения Мерлин Джонс            | The Misadventures of Merlin Jones        | миссис Госсетт, домохозяйка Холмби                |
| 1964       | ф | Тигр гуляет                         | A Tiger Walks                            | Лидди Льюис                                       |
| 1964       | с | Беглец                              | The Fugitive                             | хозяйка гостиницы (1 эпизод)                      |
| 1964—1966  | с | Боб Хоуп представляет               | Bob Hope Presents the Chrysler Theatre   | разные роли (2 эпизода)                           |
| 1964—1966  | с | Перри Мейсон                        | Perry Mason                              | разные роли (2 эпизода)                           |
| 1965       | ф | Пощекочи меня                       | Tickle Me                                | Хильда                                            |
| 1965       | ф | Пушистый                            | Fluffy                                   | служанка                                          |
| 1965       | ф | Обезьяний дядюшка                   | The Monkey's Uncle                       | миссис Госсетт                                    |
| 1965       | ф | Двое на гильотине                   | Two on a Guillotine                      | Рамона Райердон                                   |
| 1965       | ф | Сильвия                             | Sylvia                                   | Молли Бакстер (в титрах не указана)               |
| 1965       | с | Доктор Килдэр                       | Dr. Kildare                              | Мэри Маркем (1 эпизод)                            |
| 1965       | с | Дэниэл Бун                          | Daniel Boone                             | Кезиа Тенч (2 эпизода)                            |
| 1965—1968  | с | ФБР                                 | The F.B.I.                               | разные роли (3 эпизода)                           |
| 1969       | ф | Чудик какой-то?                     | Some Kind of a Nut                       | миссис Боланд (в титрах не указана)               |